# Kościół Wszystkich Świętych w Droszewie
Kościół Wszystkich Świętych w Droszewie – rzymskokatolicki kościół parafialny należący do parafii pod tym samym wezwaniem (dekanat Gołuchów diecezji kaliskiej).
Jest to świątynia wzniesiona w latach 1783 – 87. Ufundowana została przez Teodora Koseckiego. Restaurowana była pod koniec XIX wieku. Odnowiona została w 1951 roku. W 1988 roku i w latach 1991 – 92 kościół był remontowany.

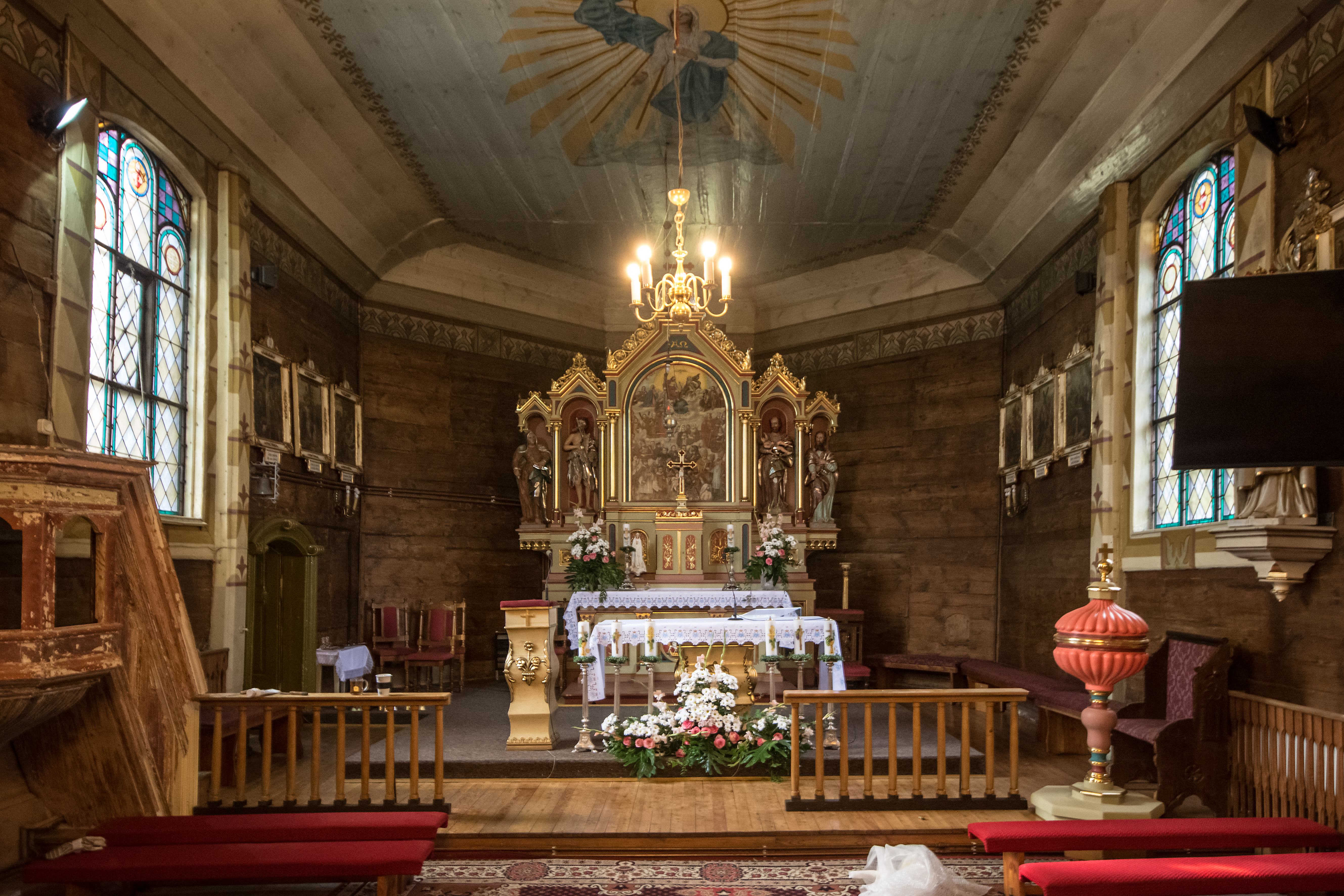
Ołtarz główny

Budowla jest drewniana, jednonawowa, posiada konstrukcję zrębową. Świątynia jest orientowana. Jej prezbiterium jest mniejsze w stosunku do nawy, zamknięte jest trójbocznie, z boku jest umieszczona zakrystia. Od frontu i z boku nawy znajdują się dwie kruchty. Kościół nakrywa dach dwukalenicowy, pokryty gontem, na dachu jest umieszczona kwadratowa wieżyczka na sygnaturkę. Zwieńcza ją cebulasty blaszany dach hełmowy z latarnią. Wnętrze jest nakryte płaskimi stropami (w prezbiterium z fasetą), ozdobionymi ornamentem roślinnym i geometrycznym. Małe organy znajdują się na chórze muzycznym, podpartym dwoma słupami. Ołtarz główny w stylu neogotyckim jest ozdobiony barokowymi rzeźbami. Ołtarze boczne w stylu barokowym pochodzą z 2 połowy XVIII wieku. Dwa portrety trumienne zostały namalowane na blasze.